# 千世まゆ子
千世まゆ子（繭子、ちせ まゆこ、1954年 - ）は、日本の児童文学作家。
本名：荒井千賀子。福島県郡山市出身。郡山女子短期大学卒、福島中央テレビ勤務。1982年同人誌「ろっき」および「日本民話の会」に参加。1990年『百年前の報道カメラマン』で産経児童出版文化賞受賞。森姫農園主宰。

## 著書
- 『百年前の報道カメラマン 磐梯山大噴火を激写』千世まゆ子 吉井忠絵 講談社ジュニアノンフィクション 1989 ISBN 4062044749
- 『うみのオルゴール』千世まゆ子  中村景児え 草土文化 1992 ISBN 4794504470
- 『ともだちはあぶない幽霊』チセマユコ フジサワミカ絵 フレーベル館 1994 ISBN 4577007797
  - 『ともだちはあぶない幽霊 2 (お盆ぼんぼん)』チセマユコ フジサワミカ絵 フレーベル館 1997 ISBN 4577017784
- 『東京ガラパゴス』千世まゆ子 吉田純絵 講談社 1995 ISBN 4061956817
- 『6月6日のゴースト』千世まゆ子 岡本美子絵 ポプラ社 1997 ISBN 4591053717
- 『ふるやのもり』おぼまこと絵 世界文化社 2001 全国書誌番号:20172215
- 『おいてけぼり』井江栄絵 世界文化社 2001 全国書誌番号:20230949
- 『やまからのてがみ』千世繭子 高野紀子絵 富田京一監修 フレーベル館 2003 ISBN 4577027445
- 『はるのあしおと』千世繭子 高野紀子絵 富田京一監修 フレーベル館 2005 ISBN 4577030020
- 『ぼくのなまえはねこだけど』アンデス中島絵 千世繭子 冨山房インターナショナル 2005 ISBN 4902385104
- 『あおぞらとのはらのいえ』千世繭子 高野紀子絵 富田京一監修 フレーベル館 2007 ISBN 978-4577034170
- 『ひとつぶのもりのたね』千世繭子 高野紀子絵 富田京一監修 フレーベル館 2012 ISBN 978-4577040416

### 共著・編著
- 『動物園へいこうよ』増井光子,千世まゆ子著 杉山佳奈代画 講談社 1993 ISBN 4062060795
- 『日本のむかし話 一～三年生』千世繭子編著 偕成社 2001 （一年生: ISBN 4039230507、二年生: ISBN 4039231503、三年生: ISBN 403923250X）

### 紙芝居
- 『ぬすびととこひつじ』藤田勝治 画 1994 童心社 全国書誌番号:21211756
- 『けんかのあとのごめんなさい』土田義晴 画 1997 童心社 ISBN 4494087440
- 『オオカミ男』1998 童心社 ISBN 4494075752
- 『3びきのくま』福田岩緒画童心社 1998 ISBN 4494087726
- 『なきむしのイルカ』千世まゆ子脚本 大和田美鈴画 杉浦宏監修 童心社 1998 ISBN 4494075914
- 『ぼくのポストはおやすみです』千世まゆ子脚本 のぞえ咲画 童心社 1999 ISBN 4494088099
- 『なぜ、かがみもちをかざるの?』千世まゆ子脚本 鈴木びんこ絵 常光徹監修 童心社 2001 ISBN 449407652X
- 『おーい、はるだよー』千世まゆ子脚本 山本祐司絵 童心社 2005 ISBN 4494089621
- 『台風がきたぞ』千世繭子脚本 久住卓也絵 童心社 2005 ISBN 4494078670
- 『うさぎのかくれんぼ』千世まゆ子脚本 かさいまり絵 童心社 2006 ISBN 4494089826
- 『つきよのヤマネ』ひろかわさえこ絵 童心社 2006 ISBN 449408994X
- 『ともだちいっぱい！』梅田俊作絵 童心社 2008 ISBN 978-4494090372
- 『ユックのおさんぽ』千世繭子脚本 山本祐司絵 童心社 2010 ISBN 978-4494090907
- 『どんぐりぽとん』千世繭子脚本 こばやしえりこ絵 童心社 2011 ISBN 978-4494091188
- 『さよならおめでとう』千世繭子脚本 山本祐司絵 童心社 卒園・進級かみしばいみんなおめでとう 2012 ISBN 978-4494080014
- 『にゅうどうぼぼーん』千世繭子脚本 伊藤秀男絵 童心社 2012 ISBN 978-4494079964
- 『もりのおつきみ』千世繭子脚本 さとうあや絵 童心社 きせつの行事 2013 ISBN 978-4494080076
- 『はるだよおきて』千世繭子脚本 あべ弘士絵 童心社 2014 ISBN 978-4494091805